# Lucie Desmet
Pour les articles homonymes, voir Desmet.
Lucie Desmet, également connue comme Lucie Wansart, née à Bruges le 8 février 1873 et morte à Uccle le 16 juin 1943, est une artiste peintre, dessinatrice et vitrailliste belge.
Son champ pictural couvre les figures et les portraits. Elle participe à l'Exposition universelle de 1910 et au Salon de Bruxelles de 1914.

## Biographie

### Famille
Lucie (Lucie Jeanne Marie Eugénie) Desmet, née rue Flamande no 6 à Bruges le 8 février 1873, est la fille de Dominique Hector Eugène Desmet (1838-1891), horloger et bijoutier, et de Béatrice Wilhelmine Marie Vandenreeck (1846). Elle épouse à Bruxelles le 8 août 1894 le peintre et sculpteur Adolphe Wansart (1878-1954). Le couple a un fils : Eric Wansart (1899-1976), également sculpteur et peintre.

### Formation
Lucie Desmet étudie à l'Académie royale des beaux-arts de Bruxelles, où elle rencontre Adolphe Wansart, son futur mari. Elle est l'élève de Jean-François Portaels.

### Carrière
Lucie Desmet commence à présenter ses œuvres à l'Exposition universelle de 1910. Au Salon de Bruxelles de 1914, elle envoie une représentation de son fils intitulé Portrait d'Eric.
En 1927, Lucie Desmet et son mari s'installent avec leur fils Eric Wansart à Rueil-Malmaison, près de Paris, tout en conservant leur atelier à Uccle. Ils vivent en alternance en France et en Belgique.
Lucie Desmet meurt à Uccle le 16 juin 1943, à l'âge de 70 ans.

## Œuvre

### Caractéristiques
Son champ pictural couvre les figures et les portraits. Elle réalise également des vitraux. Le Musée d'Ixelles acquiert en 1932 un Buste de Mme Wansart réalisé en granito par le mari de l'artiste.

### Expositions
- Exposition universelle de Bruxelles de 1910.
- Exposition du cercle des Indépendants de Bruxelles en juin 1912 : Cristaux dans la lumière[4].
- Salon de Bruxelles de 1914 : Portrait d'Eric[2].
- Exposition du cercle d'art à Uccle en 1921.
- Exposition de la Société des artistes indépendants à Paris en février 1922[5].
- Salon de Gand (XLIIIe) de 1925.